# Денг Сјаопинг
Денг Сјаопинг (22. август 1904 — 19. фебруар 1997) је био кинески политичар, државник и дипломата. Као лидер Комунистичке партије Кине, Денг је био реформатор који је усмерио Кину ка тржишној економији. Денг никада није имао функцију председника државе или генералног секретара, али је био де факто вођа Народне Републике Кине од 1978. до 1992. године. Са власти се повукао 1990, али је све до смрти имао пресудан утицај у постмаоистичкој Кини.

## Биографија

### Детињство, младост и породица
Денгови преци могу се пратити од округа Ђајинг (сада преименованог у Мејсјен), Гуангдунг, проминентног подручја предака за народ Хака, који су се насељавали Сечуан током бројних генерација. Денгова ћерка Денг Ронг написала је у књизи Мој отац Денг Сјаопинг (我的父亲邓小平) да је његово порекло вероватно, али не и дефинитивно, из Хака народа. Сичуан је изворно био место порекло лозе Денг све док један од њих није ангажован као службеник у Гуангдунгу током династије Минг. Међутим када су Ћинг планирали да повећају становништво 1671. године, породица се преселила назад у Сичуан. Денг је рођен 22. августа 1904. у Сичуану.
Денгов отац, Денг Венминг, био је земљопоседник средњег нивоа који је студирао право и политичке науке на Универзитету у Ченгдуу. Он је био је локално проминентан. Његова мајка, презимена Дан, умрла је рано у Денговом животу, оставивши за собом Денга, његова три брата и три сестре. Са пет година Денг је послат у традиционалну приватну основну школу у кинеском стилу, а затим са седам година модернију основну школу.
Денгова прва супруга, један од његових школских другова из Москве, умрла је у својој 24. години, неколико дана након што је родила Денгово прво дете, девојчицу која је такође умрла. Његова друга супруга Јин Вејинг напустила га је након што је Денг био под политичким нападом 1933. године. Његова трећа супруга Џуо Лин била је кћерка индустријалца из Јунана. Она је постала чланица Комунистичке партије 1938. године, а годину дана касније се удала за Денга испред Маовог пећинског стана у Јанану. Они су имали петоро деце: три ћерке (Денг Лин, Денг Нан и Денг Ронг) и два сина (Денг Пуфанг и Денг Џифанг).

### Образовање и рана каријера
Када је Денг први пут похађао школу, његов учитељ се успротивио томе што му је дато име „Сјаопинг” (先聖), називајући га „Сисјен” (希賢), што укључује знакове за „тежити ка” и „доброта”, с призвуком мудрост.
У лето 1919, Денг је завршио школу у Чунгкингу. Он и његових 80 школских колега отпутовали су бродом у Француску (путујући на доњој палуби) како би учествовали у Покрету марљивог рада и штедљивости, радном студијском програму у којем је до 1927. учествовало 4.001 Кинеза. Денг, најмлађи од свих кинеских ученика у групи, управо је био напунио 15. Ву Јуџанг, локални лидер Покрета у Чунгкингу, укључио је Денга и његовог стрица по оцу Денг Шаошенга у програм. Денгов отац снажно је подржао учешће свог сина у радним студијама у иностранству. Ноћ пре његовог одласка, Денгов отац одвео је сина на страну и питао га шта се нада да ће научити у Француској. Он је поновио је речи које је научио од својих учитеља: „Да научимо знање и истину са Запада како бисмо спасили Кину”. Денг је био свестан да Кина веома испашта, и да кинески народ мора имати модерно образовање да би спасио своју земљу.

### Политичка каријера
У Комунистичку партију Кине учланио се  1923. године. По повратку у Кину радио је као политички комесар за руралне области; Као судионик Дугог марша сматран је  „ветераном револуције“. После оснивања Народне Републике Кине 1949. године, Денг је радио на учвршћивању комунистичке власти у Тибету и другим областима. За време Великог скока напред (1958—1960) радио је на економској реконструкцији земље. Његове економске мере допринеле су да падне у немилост код Мао Цедунга. Као резултат тога, за време  два пута је био жртва чистки.
После Културне револуције у Кини, Денг Сјаопинг, заменик потпредседник владе и генерални секретар КПК, био је оптужен да  хоће да обнови капитализам и смењен је са тих функција 1967. године. На место потпредседника владе враћен је 1973. године. После, Денг је постао потпредседник ЦК КПК и начелник Генералштаба кинеских оружаних снага 1975. године. Пред своју смрт, председник владе НР Кине Чо Енлај у јануару 1976. године у болничкој соби окупио је већину команданата војних области Кине и тражио од њих да заштите Денг Сјаопинга као вођу Владе. После смрти Чо Енлаја, Денг је неколико месеци био бршилац дужности председника владе. У то време власт је покушавала да преузме тзв. четворочлана банда (у којој су били Маова четврта жена Ђианг Чинг и члан Политбироа и потпредседник Централног комитета КПК Ванг Хун Вен). Денг је оптужен да хоће да обнови капитализам и смењен је у априлу 1976. Ипак, командант кантоншке војне области је подржавао Денга, а после Маове смрти, у октобру 1976. четворочлана банда је ухапшена уз оптужбу да је покушала да збаце са власти Хуа Гуофенга, кога је Мао означио као свог наследника на месту вође Кине и КПК. После тога, Денг упутио писмо Хуа Гуофенгу у коме га моли да га врати на ранији посао и 22.7.1977. године поново је постављен на место потпредседника владе народне Републике Кине.
После је надмудрио одабраног Маовог наследника Хуа Гуофенга и 1978. године постао врховни вођа.
Денг се сматра предводником друге генерације кинеских лидера и главним архитектом новог начина социјалистичког размишљања и економских реформи. Отворио је Кину према страним инвестицијама, глобалном тржишту и ограниченој приватној конкуренцији. Заслужан је за преображај Кине у једну од најбрже растућих економија, што је довело до значајног пораста животног стандарда више стотина милиона Кинеза.
На партијској конференцији 1961. године изговорио је једну од својих најпознатијих реченица: „Није важно да ли је мачка црна или бела, важно је да лови мишеве.“